# James Douglas Prentice
Pour les articles homonymes, voir James Prentice et Prentice.
James Douglas Prentice (3 février 1861-26 octobre 1911) est un homme politique canadien de la Colombie-Britannique. Il est député provincial de la indépendant de la circonscription britanno-colombienne de Lillooet East de 1894 à 1895 et de 1898 à 1903.

## Biographie
Né dans le Lanarkshire en Écosse, Prentice étudie à Édimbourg et immigre au Canada autour de 1888. Il est d'abord employé par la Canadian Bank of Commerce, mais s'installe dans la région de Lillooet pour devenir rancher.
Il devient ensuite représentant local de la Western Canadian Ranching Company, travaillant en partenariat avec Thomas Galpin (1828-1910) qui est un publiciste anglais retraité et cofondateur la maison d'édition Cassell.

## Politique
Élu en 1894, Prentice siège à l'Assemblée législative de la Colombie-Britannique jusqu'à ce que le résultat soit invalidé. Défait lors de l'élection partielle, il parvient à reprendre le siège en 1898. Réélu en 1900, il ne se représente pas en 1903.
Il est entre au cabinet en 1900, à titre de ministre des Finances et Secrétaire provincial.

## Famille
Prentice marrie Mabel Clare Galpin, fille de Thomas Galpin. Son fils, James D. Prentice (1899--1979), a une carrière distinguée dans la Royal Navy.
Prentice meurt à Lillooet en octobre 1911 à l'âge de 50 ans.